# Irische Cricket-Nationalmannschaft in Simbabwe in der Saison 2022/23
Die Tour der irischen Cricket-Nationalmannschaft nach Simbabwe in der Saison 2022/23 fand vom 12. bis zum 23. Januar 2023 statt. Die internationale Cricket-Tour war Bestandteil der Internationalen Cricket-Saison 2022/23 und umfasste drei One-Day Internationals und drei Twenty20s. Simbabwe gewann die Twenty20-Serie 2–1, während die ODI-Serie 1–1 unentschieden endete.

## Vorgeschichte
Beide Mannschaften spielten zuvor beim ICC Men’s T20 World Cup 2022 und schieden dort jeweils in der Super-12-Runde aus. Das letzte Aufeinandertreffen der beiden Mannschaften bei einer Tour fand in der Saison 2021 in Irland statt.

## Stadien
Das folgende Stadion wurde für die Tour als Austragungsort vorgesehen.
| Stadion            | Stadt  | Kapazität | Spiele                   |
| ------------------ | ------ | --------- | ------------------------ |
| Harare Sports Club | Harare | 10.000    | 1. – 3. ODI; 1. – 3. T20 |

## Kaderlisten
Irland benannte seine Kader am 13. Dezember 2022. Simbabwe benannte seinen Twenty20-Kader am 4. Januar 2023.
| ODI | ODI | T20 | T20 |
| Simbabwe | Irland | Simbabwe | Irland |
| --- | --- | --- | --- |
| - Craig Ervine (K) - Gary Ballance - Ryan Burl - Tendai Chatara - Chamunorwa Chibhabha - Bradley Evans - Luke Jongwe - Innocent Kaia - Clive Madande (wk) - Wessly Madhevere - Tadiwanashe Marumani - Wellington Masakadza - Brandon Mavuta - Richard Ngarava - Victor Nyauchi - Sikandar Raza | - Andrew Balbirnie (K) - Paul Stirling (VK) - Mark Adair - Curtis Campher - Murray Commins - Gareth Delany - George Dockrell - Stephen Doheny (wk) - Graham Hume - Tyrone Kane - Josh Little - Andy McBrine - Barry McCarthy - Harry Tector - Lorcan Tucker (wk) | - Craig Ervine (K) - Gary Ballance - Ryan Burl - Tendai Chatara - Bradley Evans - Luke Jongwe - Innocent Kaia - Clive Madande - Wessly Madhevere - Tadiwanashe Marumani - Wellington Masakadza - Tony Munyonga - Richard Ngarava - Victor Nyauchi - Sean Williams | - Andrew Balbirnie (K) - Mark Adair - Ross Adair - Curtis Campher - Gareth Delany - George Dockrell - Stephen Doheny (wk) - Fionn Hand - Graham Hume - Tyrone Kane - Barry McCarthy - Neil Rock (wk) - Harry Tector - Lorcan Tucker (wk) - Ben White |

## Twenty20 Internationals

### Erstes Twenty20 in Harare
| 12. Januar Scorecard | Harare | Irland 114 (19.2)              | – | Simbabwe 118-5 (18) |
|                      |        | Simbabwe gewinnt mit 5 Wickets |   |                     |

Simbabwe gewann den Münzwurf und entschied sich als Feldmannschaft zu beginnen. Für Irland erzielte Stephen Doheny 15 Runs, bevor der hineinkommende Curtis Campher 20 Runs erreichte. Von den verbliebenen Battern konnte dann Gareth Delany 24 Runs erreichen. Bester simbabwischer Bowler war Ryan Burl mit 3 Wickets für 29 Runs. Für Simbabwe bildete Wessly Madhevere zusammen mit Gary Ballance eine Partnerschaft. Madhevere schied nach 16 Runs aus und wurde durch Sean Williams ersetzt. Nachdem Ballance nach 30 Runs sein Wicket verloren hatte, konnte Williams zusammen mit Clive Madande die Vorgabe einholen. Williams erreichte dabei 34* und Madande 18* Runs. Beste irische Bowler waren Mark Adair mit 2 Wickets für 12 Runs und Harry Tector mit 2 Wickets für 17 Runs. Als Spieler des Spiels wurde Ryan Burl ausgezeichnet.

### Zweites Twenty20 in Harare
| 14. Januar Scorecard | Harare | Simbabwe 144 (20)            | – | Irland 150-4 (19.4) |
|                      |        | Irland gewinnt mit 6 Wickets |   |                     |

Irland gewann den Münzwurf und entschied sich als Feldmannschaft zu beginnen. Für Simbabwe konnte Eröffnungs-Batter Innocent Kaia zusammen mit Craig Ervine eine Partnerschaft bilden. Nachdem Kaia nach 25 Runs ausgeschieden war, erreichte Sean Williams 19 Runs. Ervine bildete dann eine Partnerschaft mit Ryan Burl, schied dann aber nach 42 Runs aus und Burl kurz darauf nach 15 Runs. Von den verbliebenen Battern erreichte Bradley Evans 11 Runs. Bester irischer Bowler war Graham Hume mit 3 Wickets für 17 Runs. Für Irland bildeten die Eröffnungs-Batter Andy Balbirnie und Ross Adair eine Partnerschaft. Balbirnie schied nach 33 Runs aus und an der Seite von Adair folgte Harry Tector. Adair verlor sein Wicket nach einem Fifty über 65 Runs und wurde gefolgt durch George Dockrell. Nachdem Tector nach 26 Runs sein Wicket verloren hatte, konnte Dockrell die Vorgabe nach 15* Runs einholen. Bester simbabwischer Bowler war Ryan Burl mit 2 Wickets für 26 Runs. Als Spieler des Spiels wurde Ross Adair ausgezeichnet.

### Drittes Twenty20 in Harare
| 15. Januar Scorecard | Harare | Irland 141-9 (20)              | – | Simbabwe 146-6 (19) |
|                      |        | Simbabwe gewinnt mit 4 Wickets |   |                     |

Simbabwe gewann den Münzwurf und entschied sich als Feldmannschaft zu beginnen. Irland verlor drei frühe Wickets, bevor Harry Tector und Curtis Campher eine Partnerschaft bildete. Campher schied nach 27 Runs aus und Tector kurz darauf nach 47 Runs. Von den verbliebenen Battern konnte Mark Adair 14 Runs erzielen. Vier Bowler erzielten für Simbabwe jeweils zwei Wickets: Wessly Madhevere für 8 Runs, Luke Jongwe für 23 Runs, Tendai Chatara für 26 Runs und Ryan Burl für 28 Runs. Für Simbabwe bildeten der Eröffnungs-Batter Innocent Kaia zusammen mit dem dritten Schlagmann Craig Ervine eine Partnerschaft. Kaia schied nach 23 Runs aus und nachdem Tony Munyonga 13 Runs erreicht hatte, fand Ervine mit Ryan Burl einen weiteren Partner. Ervine verlor dann nach einem Fifty über 54 Runs sein Wicket und Burl konnte dann die Vorgabe nach 30* eigenen Runs einholen. Beste irische Bowler waren Ben White mit 2 Wickets für 26 Runs und Barry McCarthy mit 2 Wickets für 32 Runs. Als Spieler des Spiels wurde Ryan Burl ausgezeichnet.

## One-Day Internationals

### Erstes ODI in Harare
| 18. Januar Scorecard | Harare | Irland 288-4 (50)                           | – | Simbabwe 214-7 (37/37) |
|                      |        | Simbabwe gewinnt mit 3 Wickets (D/L method) |   |                        |

Simbabwe gewann den Münzwurf und entschied sich als Feldmannschaft zu beginnen. Nachdem der irische Eröffnungs-Batter Paul Stirling nach 13 Runs ausgeschieden war, bildeten Andy Balbirnie und Harry Tector eine Partnerschaft die 212* Runs anhielt. Daraufhin schied Balbirnie nach einem Century über 121 Runs aus 137 Runs aus. An der Seite von Tector erreichte George Dockrell 12 Runs, bevor er mit Lorcan Tucker das Innings ungeschlagen beendete. Tector erzielte dabei ein Century über 101* Runs aus 109 Bällen und Tucker 12* Runs. Bester simbabwischer Bowler Victor Nyauchi mit 2 Wickets für 65 Runs. Für Simbabwe bildeten Eröffnungs-Batter Innocent Kaia und der dritte Schlagmann Craig Ervine eine Partnerschaft. Kaia schied nach 19 Runs aus und wurde durch Gary Ballance ersetzt. Nachdem Ervine nach 38 Runs sein Wicket verloren hatte, schied auch Balance nach 23 Runs aus. Daraufhin bildeten Sikandar Raza und Ryan Burl eine Partnerschaft, die beim Stand von 175/4 durch Regenfälle unterbrochen wurde. Nachdem das Spiel wieder hatte aufgenommen werden können, schied Raza nach 43 und Burl nach einem Fifty über 59 Runs aus. Der hineinkommende Clive Madande konnte dann mit 12* Runs mit dem letzten ball die irische Vorgabe einholen. Beste irische Bowler waren Mark Adair mit 2 Wickets für 40 Runs und Graham Hume mit 2 Wickets für 41 Runs. Als Spieler des Spiels wurde Ryan Burl ausgezeichnet.

### Zweites ODI in Harare
| 20. Januar Scorecard | Harare | Irland 294-7 (50)          | – | Simbabwe 248 (47.3) |
|                      |        | Irland gewinnt mit 46 Runs |   |                     |

Simbabwe gewann den Münzwurf und entschied sich als Feldmannschaft zu beginnen. Für Irland bildeten die Eröffnungs-Batter Paul Stirling und Stephen Doheny eine Partnerschaft. Stirling schied nach 45 Runs aus und wurde gefolgt von Harry Tector. Doheny erreichte ein Fifty über 84 Runs und der ihn ersetzende Lorcan Tucker konnte 11 Runs erzielen. Ihm folgte George Dockrell, woraufhin Tector nach einem Fifty über 75 Runs sein Wicket verlor. Dockrell schied im vorletzten Over des Innings nach 30 Runs aus und die Vorgabe für Simbabwe wurde auf 295 Runs gesetzt. Bester simbabwischer Bowler war Tendai Chatara mit 3 Wickets für 51 Runs. Für Simbabwe formte der Eröffnungs-Batter Innocent Kaia und der dritte Schlagmann Chamu Chibhabha eine Partnerschaft. Chibhabha konnte 40 Runs erzielen und wurde gefolgt von Gary Ballance. Kaia erzielte ein Fifty über 51 Runs und an der Seite von balance erreichte Sikandar Raza 25, Ryan Burl 41 und Bradley Evans 14 Runs. Ballance schied dann nach einem Fifty über52 Runs aus, was jedoch nicht ausreichte um die Vorgabe einzuholen. Bester irischer Bowler war Josh Little mit 4 Wickets für 38 Runs, der dafür als Spieler des Spiels ausgezeichnet wurde.

### Drittes ODI in Harare
| 23. Januar Scorecard | Harare | Simbabwe 55-1 (13) | – | Irland |
|                      |        | No Result          |   |        |

Simbabwe gewann den Münzwurf und entschied sich als Schlagmannschaft zu beginnen. Für sie begannen Innocent Kaia und Chamu Chibhabha. Chibhabha schied nach 16 Runs aus und wurde gefolgt durch Craig Ervine. Im 14. Over musste das Spiel auf Grund von Regenfällen abgebrochen werden, als Kaia 24* und Ervine 11* Runs erreicht hatten. Das irische Wicket erzielte Mark Adair.

## Auszeichnungen

### Player of the Series
Als Player of the Series wurden der folgende Spieler ausgezeichnet.
| Serie    | Player of the Series |
| -------- | -------------------- |
| ODI      | Harry Tector         |
| Twenty20 | Ryan Burl            |

### Player of the Match
Als Player of the Match wurden die folgenden Spieler ausgezeichnet.
| Spiel       | Player of the Match |
| ----------- | ------------------- |
| 1. ODI      | Ryan Burl           |
| 2. ODI      | Josh Little         |
| 3. ODI      | –                   |
| 1. Twenty20 | Ryan Burl           |
| 2. Twenty20 | Ross Adair          |
| 3. Twenty20 | Ryan Burl           |